# Sugestopedie
Sugestopedie je vyučovací metoda, kterou vyvinul bulharský psychiatr Georgi Lozanov. Metoda se používá v různých studijních oborech, ale především v oblasti výuky cizích jazyků. Teorie, kterou na jejím základě Lozanov vyvinul, se jmenuje sugestologie.
Sugestopedie podle přívrženců této metody respektuje všechny učební typy – auditivní, vizuální i kinestetický a znalosti získané touto metodou se údajně uchovávají v paměti trvaleji než je tomu u ostatních výukových metod. Při výuce se používají speciální hudební skladby, které prý stimulují levou i pravou mozkovou hemisféru. Tuto metodu schválila mezinárodní expertní skupina při UNESCO již v prosinci 1978. V České republice v lednu 2010 měly akreditaci dr. Lozanova pouze dvě jazykové školy - v Ostravě a Olomouci.